# Leslie Brooks
Leslie Brooks (* 13. Juli 1922 in Lincoln, Nebraska; † 1. Juli 2011 in Sherman Oaks, Kalifornien; eigentlich Virginia Leslie Gettman) war eine US-amerikanische Filmschauspielerin.

## Leben
Brooks wurde 1922 als Tochter von Sergeant Paul M. Gettman (1889–1969) und Violet Fern V. Clark (1900–1936) in Lincoln, Nebraska, geboren. In jungen Jahren zog sie mit ihren Eltern nach Südkalifornien und wuchs in Los Angeles auf, wo sie die Hollywood High School besuchte. Zunächst als Fotomodell tätig, erhielt sie 1941 einen Vertrag bei Warner Brothers. Dort spielte sie unter dem Namen Lorraine Gettman kleine Nebenrollen, für die sie oft nicht im Abspann erwähnt wurde. Als Columbia Pictures ihren Vertrag aufkaufte, wurden ihre Rollen größer.
Daraufhin spielte sie zumeist die berechnende Rivalin der Hauptdarstellerin, etwa von Rita Hayworth in dem Filmmusical Es tanzt die Göttin (1944), wo sie als ehrgeiziges Revuegirl auftrat. Bereits 1942 war sie in einem Hayworth-Musical zu sehen. In Du warst nie berückender spielte sie Hayworths heiratswillige Schwester. 1945 kam Brooks in Tonight and Every Night ein weiteres Mal neben Hayworth zum Einsatz. Brooks spielte auch Hauptrollen, wie in The Man Who Dared (1946) neben George Macready oder in der Filmkomödie Cigarette Girl (1947), schaffte jedoch nie den großen Durchbruch. 1948 zog sie sich aus dem Filmgeschäft zurück.
Von 1945 bis 1948 war sie mit dem Schauspieler Donald Anthony Shay verheiratet. Aus der Ehe ging eine Tochter, Leslie Victoria (* 8. November 1945), hervor. Mit ihrem zweiten Ehemann Russ Vincent, den sie 1950 ehelichte, hatte sie drei weitere Töchter: Dorena Marla (* 18. August 1954), Gina (* 6. April 1956) und Darla (* 30. April 1960). Nach der Geburt ihrer jüngsten Tochter zog Brooks mit ihrer Familie von Los Angeles nach Hawaii. 1971 trat sie in How’s Your Love Life? nach einer langjährigen Filmpause ein letztes Mal in einem Film auf.
Leslie Brooks starb 2011 im Alter von 88 Jahren in Sherman Oaks, Kalifornien. Ihr Grab befindet sich im Forest Lawn Memorial Park in Los Angeles.

## Filmografie (Auswahl)
- 1941: Mädchen im Rampenlicht (Ziegfeld Girl)
- 1941: Navy Blues
- 1941: Schrecken der zweiten Kompanie (You’re in the Army Now)
- 1942: Der Mann, der zum Essen kam (The Man Who Came to Dinner)
- 1942: Yankee Doodle Dandy
- 1942: Zeuge der Anklage (The Talk of the Town)
- 1942: Lucky Legs
- 1942: Du warst nie berückender (You Were Never Lovelier)
- 1942: Underground Agent
- 1943: City Without Men
- 1943: Two Señoritas from Chicago
- 1943: What’s Buzzin’, Cousin?
- 1944: Nine Girls
- 1944: Es tanzt die Göttin (Cover Girl)
- 1945: Tonight and Every Night
- 1945: I Love a Bandleader
- 1946: The Man Who Dared
- 1946: It’s Great to Be Young
- 1946: Secret of the Whistler
- 1947: Cigarette Girl
- 1947: The Corpse Came C.O.D.
- 1948: The Cobra Strikes
- 1948: Blondes Eis (Blonde Ice)
- 1948: Zaubernächte in Rio (Romance on the High Seas)
- 1948: Der Mann mit der Narbe (Hollow Triumph)
- 1971: How’s Your Love Life?